# Narodowe Odrodzenie Polski
Narodowe Odrodzenie Polski (NOP) (česky: Národní obrození Polska) je polská radikální krajně pravicová nacionalistická politická strana, zaregistrovaná v roce 1992. Prohlašuje se za reinkarnací Národního radikálního tábora, předválečné násilně antisemitské mládežnické organizace, která byla zakázána v roce 1934.

## Dějiny

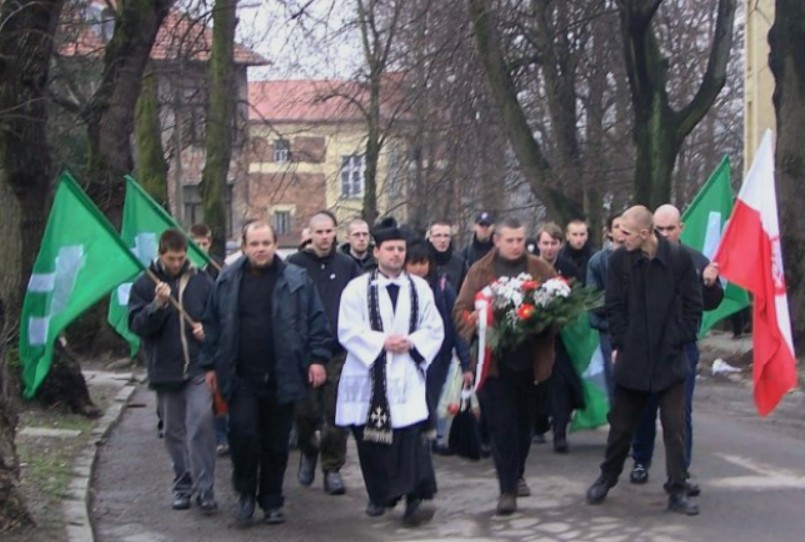
Sedisvakantistický kněz v čele shromáždění NOP

Jako oficiální datum svého vzniku NOP uvádí 10. listopad 1981, kdy se konalo diskusní fórum nacionalisticky, antikomunisicky orientované mládeže, na jehož základě se v průběhu roku 1983 konstituovalo NOP jako národně–revoluční hnutí s jasnou strukturou a ideologií. Až do pádu komunistického režimu v Polsku na konci 80. let se NOP zabývalo zejména organizováním demonstrací a studentských stávek v rámci protivládního revolučního hnutí. Nezanedbatelná v této době byla také publikační činnost NOP. Vydávání značného množství písemných materiálů patřilo od počátků fungování NOP k jeho stěžejním aktivitám. Prvním periodikem byl od listopadu 1983 časopis Jestem Polakiem (Jsem Polák). Od roku 1985 až do roku 1989 fungovalo stejnojmenné undergroundové nakladatelství, jež kromě množství knih a informačních brožur pokračovalo ve vydávání periodik. Uvolnění politické situace v 90. letech přineslo mimo jiné možnost zařazení nejvýznamnějšího periodika – časopisu „Szczerbiec“ – do sítě veřejné distribuce.
Svou činnost NOP definitivně zlegalizovalo v roce 1992 zaregistrováním stejnojmenné politické strany. Ve změněné politické situaci 90. let se primárně zaměřilo na rozšiřování svého vlivu, a to dvěma způsoby. Za prvé výchovným působením na členy a sympatizanty a oslovováním nových potenciálních stoupenců realizací vzdělávacích programů. Za druhé vytvářením sítě spřízněných institucí, jež přímo (spolu)zakládá nebo se u jejich vzniku významně angažuje - politických organizací, výzkumných institucí a mládežnických, sportovních, odborových a sociálních hnutí. Významnými zůstávají nadále i publikační aktivity. NOP je spoluzakladatelem ITP (International Third Position).

## Ideologie
Zřetelný odpor vůči současnému demokratickému systému, způsobujícímu morální relativismus a svěřujícímu osud národa do rukou zkorumpovaných politických elit. Z podobných pozic vychází i rozhodný odpor vůči evropské integraci a obava o samotnou existenci polského státu. Požadavek uskutečnění národní revoluce namířené proti úhlavnímu nepříteli (liberální demokracii). V hospodářské oblasti prosazuje korporativismus.

## Program strany
- Zájmy polského národa jsou důležitější než sociální třídy, náboženské přesvědčení, barva pleti nebo politické názory.
- Minimální vládní byrokracie.
- Skoncování s odvody a zavedení dobrovolné armády.
- Strana je pro ochranu života, a proto se staví proti eutanazii a interrupci.
- Je proti registrovanému partnerství a adopci dětí homosexuálními páry.
- Opozice vůči EU a NATO.
- Dekomunizaci a lustrace.
- Vyzývá k návratu trestu smrti (pro vrahy, násilníky, pedofily, obchodníky s drogami), tak i velké sankce za nemorální činy, jako je korupce.
- Je proti jakékoliv formě socialismu a liberalismu.

## Antisemitismus a rasismus
Národní obrození Polska je uváděno jako antisemitská organizace řadou vládních orgánů, nevládních organizací, akademických institucí a individuálních odborníků z různých zemí světa, jako je Ministerstvo zahraničí USA či Evropská komise proti rasismu a intoleranci (ECRI). Podle Institutu Stephena Rotha pro studium současného antisemitismu a rasismu NOP propaguje násilné formy neofašismu a anisemitismu, včetně popírání Holocaustu. Podle britského historika Johna Pollarda jsou neonacistické elementy NOP a jejich rasismus a homofobie předmětem rostoucího zájmu v ostatních členských zemích Evropské unie.